# 不滅の恋人

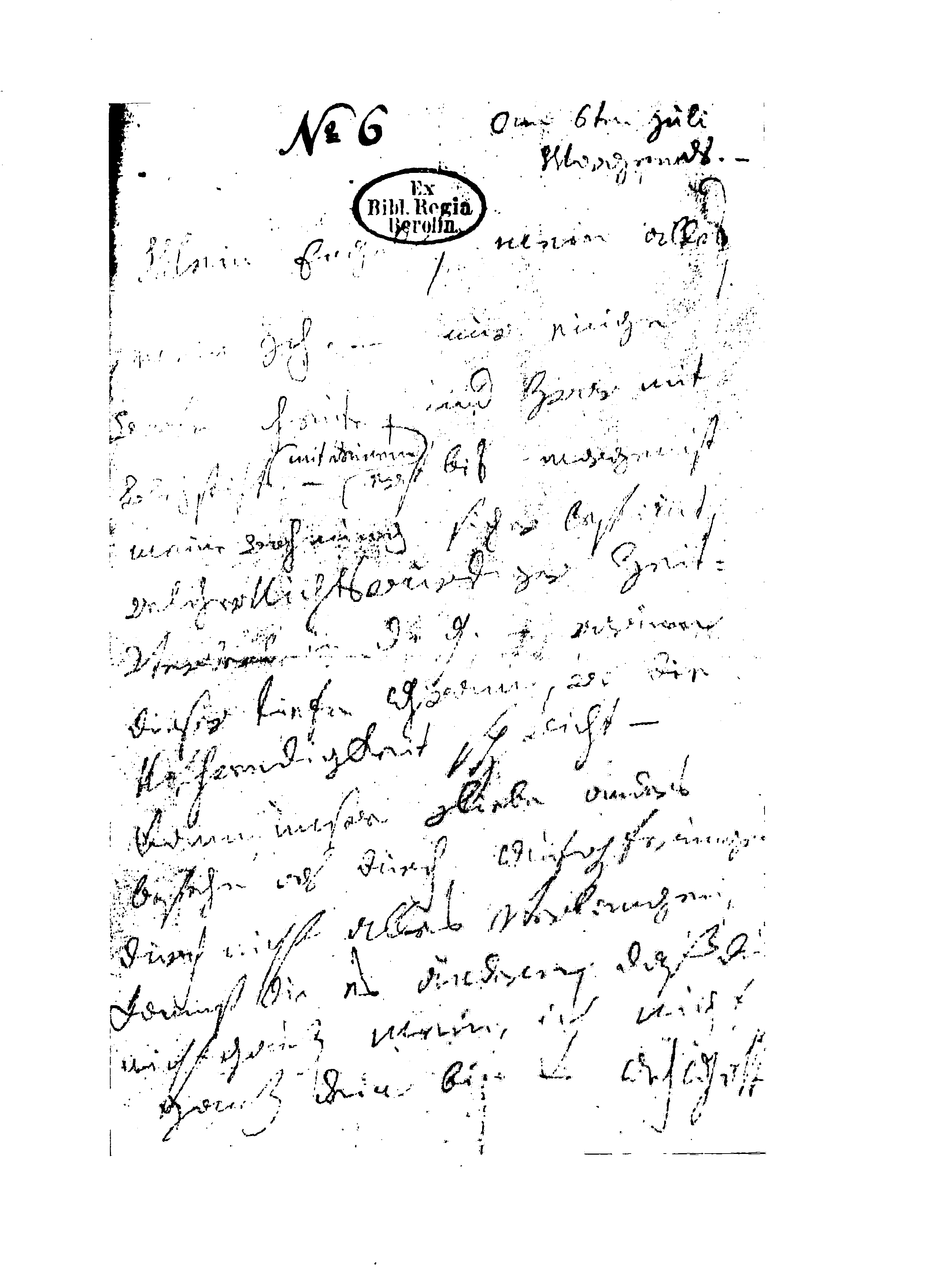
「不滅の恋人」宛の手紙。最初のページのファクシミリ

不滅の恋人（ふめつのこいびと、独: Unsterbliche Geliebte）とは、作曲家のルートヴィヒ・ヴァン・ベートーヴェンが1812年7月6日から7日にかけてテプリツェでしたためた手紙の謎めいた宛名である。全体で小さな便箋10枚からなる手紙はベートーヴェンのむらの多い肉筆による。明らかに送られなかったであろう手紙は作曲者の死後、持ち物の中から発見され、アントン・シンドラーが手元に置いていた。シンドラーの遺言により彼の姉妹の手に渡り、その人物が1880年にベルリン州立図書館へ売却して今日に至る。手紙は鉛筆書きで3つの部分からなる。
ベートーヴェンが作成年や場所を明記しなかったため、1950年代まで手紙の正確な日付と受取人の特定は推論の域を出なかった。紙の透かしの研究により年代が決定され、さらに押し進めて場所が特定された。これ以来、学者たちの間では、この「不滅の恋人」書簡を受け取るはずだった人物に関して意見が分かれている。現在最も有力視されている2人の候補はアントニー・ブレンターノとヨゼフィーネ・ブルンスヴィックである。その他の候補として、程度の差こそあれ主流の学術的裏付けと共に推測されているのはジュリエッタ・グイチャルディ、テレーゼ・マルファッティ、マリー・フォン・エルデーディ、ベッティーナ・フォン・アルニムら他である。

## 文章の分析
ヨーゼフ・シュミット＝ゲルクによってベートーヴェンがヨゼフィーネ・ブルンスヴィックに宛てた13通の恋文が公開され、「不滅の恋人」宛ての手紙が彼の書いた唯一の恋文ではないことが明らかとなった。その後、1804年から1809年にかけての書簡、そして1812年のこの謎めいた手紙における言葉づかいや言い回しの類似性より、ヨゼフィーネが知られざる女性だったのではないかという説が提唱されるようになった。以下に他の書簡との表現の比較を含む例を提示する（括弧内は原文の表現で、原文付きの記述が「不滅の恋人」書簡の内容、その他は別の手紙から）。
- 「我が天使」（Mein Engel）この単語は手紙の最後の部分にも使われている。

「さようなら、天使 - わが心の - 我が人生の。」（#219, 1805年4月）この手紙にはドイツ語で親密な相手に用いる2人称の「Du」が使われている。; 「ごきげんよう、わが心の天使」（#220, 1805年4月/5月）
- 「私の全て」（mein alles）、「君 - 君 - 我が人生 - 私の全て」（dir - dir - mein Leben - mein alles）

「君 - 君 - 私の全て、私の幸福（中略）私の慰め - 私の全て」（#214, 1805年1月-4月); 「J.全て様 - 貴女のための全て」（#297, 1807年9月20日以降）
- 「エステルハージ」（Esterhazi）ハンガリー出身のブルンスヴィック家はこのハンガリー貴族をよく知っていた。
- 「私だけの忠実な宝物でいてください」（bleibe mein Treuer einziger schaz）、「貴女の忠実なルートヴィヒ」（dein treuer ludwig）、「私の貴女への忠実さをご存知でしょうから、他の誰も私の心を手にすることはできないのです」（da du meine Treue gegen dich kennst, nie eine andre kann mein Herz besizen, nie - nie）、「貴女の最愛なるL.の最も忠実なる心を決して誤解なさらないでください」（verken[ne] nie das treuste Herz deines Geliebten L.）、「永遠に貴女の、永遠に私の、永遠に我々の」（ewig dein ewig mein ewig unß）

「長く - 長く - 我らの愛が続きますよう - それは非常に気高く - 根差す足元の多くの部分には互いの尊敬と友情 - 多くのこと、考えや感情の上での大きな共通点さえもがある - ああ、願わせて下さい、あなたの魂が - いつまでも私を探し続けるよう - 私の魂だけが - 立ち止まり - あなたを探せるよう - もし - それがもう鼓動していなかったとしても - 愛しきJ」（#216, March/April 1805）; 「貴女の忠実なBethwn」（#279, May 1807）、「貴女の忠実なるBthwn、永久に貴女のために」（#294, 20 September 1807）こうした文言はそれまでに長期にわたる関係があったことを明確に示している。
- 「愛しき人、貴女は苦しみの中にある（中略）苦しみの中に - ああ、わたしがどこにいようとも、貴女は私とともにいるのです」（Du leidest du mein theuerstes Wesen...du leidest – Ach, wo ich bin, bist du mit mir）

ヨゼフィーネは病気がちだっただけではなく、この頃は夫が彼女のもとを去っていったために特に落ち込んだ状態だった。
- 「しかし - しかし決して私の前からいなくならないでください」（doch – doch nie verberge dich vor mir）

1807年、ヨゼフィーネは家族からの圧力によりベートーヴェンの前から姿を消そうとしていた。ベートーヴェンが会いに来た際、彼女がいたのは自宅ではなかった（#294と#307を参照）。
- 「私はもう床に就かねばなりません（取り消し線が引かれて:さあ一緒に、一緒に -）」（muß ich schlafen gehen – [durchgestrichen: o geh mit, geh mit –]）

強い調子で取り消されている文言は、おそらく彼らの愛が行き付くところまで到達していたことを強く示唆しているのだろう。そしてこれがちょうど9か月後のヨゼフィーネの第7子、ミノーナの誕生を説明する可能性もある。

## 推論の時代（1827年-1969年）

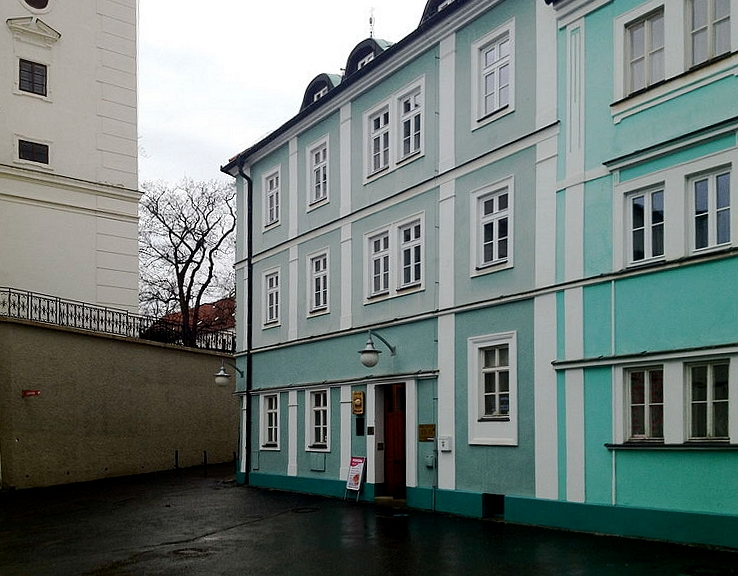
テプリツェのZur goldenen Sonneのペンション。ベートーヴェンは1812年7月6日、7日をここで過ごしており、その間に『不滅の恋人』宛の手紙が書かれたのではないかと考えられる。

シンドラーはベートーヴェンの伝記（1840年）の中で、ユリー（ジュリエッタ）を「不滅の恋人」と名付けた。しかしテレンバッハの研究（1983年）によると、ベートーヴェンが1799年から1809年/1810年頃にかけてむなしい恋に落ちていたヨゼフィーネから疑いの目を逸らすため、彼女の従兄弟であるフランツ・ブルンスヴィックがシンドラーに提案したことである可能性があるという。ラ・マーラが出版したテレーゼ・ブルンスヴィックの回顧録（1909年）には、ベートーヴェンへの心からの賛美と崇拝が示されている。このことと幾人かのブルンスヴィックの子孫への聞き取りから、彼女はテレーゼが「不滅の恋人」であったに違いないという結論に達している。
アレグザンダー・ウィーロック・セイヤーなどの大半の研究者は、当初はテレーゼが「不滅の恋人」であると考えていた。セイヤーは手紙の執筆時期は1806年から1807年頃に違いないと考えていた。ヴォルフガング・アレクサンダー・トーマス＝サン＝ガリ（1909年、1910年）はボヘミアの公的な客人一覧を調べ、はじめはアマーリエ・ゼーバルトが「不滅の恋人」であろうと結論づけた（1909年）。ゼーバルトが1812年7月の初頭にプラハに居なかったことは確実であり、このためバリー・クーパーは彼女を候補から除外している。トーマス＝サン＝ガリはその後（1910年）、テレーゼ・ブルンスヴィックがお忍びでプラハへ来ていた可能性があると考え、彼女がそうなのではないかと推測するようになった。これに異議を唱える者も現れた。アンドレ・ド・ヘヴェシー（1910年）はテレーゼ・ブルンスヴィックを除外し、マックス・ウンガー（1910年）はアマーリエ・ゼーバルト説を否定した。古い文献はエリオット・フォーブズによってまとめられている。パウル・ベッカーにより「Die Musik」上で偽造されたベートーヴェン書簡もあった。しかし、でっち上げであったことが既にニューマンによって示されている（1911年）。信憑性を失ったグイチャルディ仮説を救おうとする窮余の努力であった。
その間に「不滅の恋人」書簡の執筆時期に関しては、1812年7月6日-7日が確かな日付であると裏付けられていった。根拠は透かしや文献のみならず、ベートーヴェンがラーヘル・ファルンハーゲン・フォン・エンゼに宛てた手紙にも求められ、そこからは彼が1812年7月3日に「不滅の恋人」と会っていたに違いないことがわかる。「申し訳ない、親愛なるV.、プラハ最後の晩を貴女と過ごすことができませんでした。私自身失礼なことだと思いましたが、予期しない事態によりそうせざるを得なかったのです。」
ブルンスヴィック家の屋敷から新たに手紙やメモ書きを発見したラ・マーラは次のように確信した（1920年）。「デイム伯爵未亡人ヨゼフィーネがベートーヴェンの『不滅の恋人』である。」マリアンヌ・チェケは初めてテレーゼの1813年の日記帳の結びの言葉を公表し（1938年）、ベートーヴェンが愛していたのはヨゼフィーネであったが、それでも「不滅の恋人」であるテレーゼに傾いていったと結論した。結びの言葉の一部は既にローランドが知るところであった（1928年）。ジークムント・カズネルソンはブルンスヴィックの屋敷からさらに多くの資料を検討し、ファルンハーゲンが「遠くの恋人」の背後にいると考えつつも「不滅の恋人」はヨゼフィーネであったとした（1954年）。その根拠は、主に彼女の娘のミノーナが夫のシュタッケルベルク男爵が居ない状況で、ベートーヴェンとの出会いからちょうど9か月目に生まれていることである。カズネルソンは、第二次世界大戦後「13通の手紙」を所有していたチューリッヒの蒐集家ハンス・コンラート・ボドマーが彼に手紙の閲覧を許さなかったにもかかわらず、この結論に到達している。
心理分析を駆使したエディスとリチャード・スターバは、ベートーヴェンの甥であるカールが「不滅の恋人」であろうと議論している（1954年）。ダーナ・シュタイヒェンはマリー・フォン・エルデーディがベートーヴェンが生涯愛した人物であったとし、従って「不滅の恋人」であると考えた（1959年）。ジョージ・リチャード・マレックは「不滅の恋人」がドロテア・エルトマン夫人であった場合について考察を行った（1969年）。

## ヨゼフィーネ・ブルンスヴィックの発見（1957年-1999年）

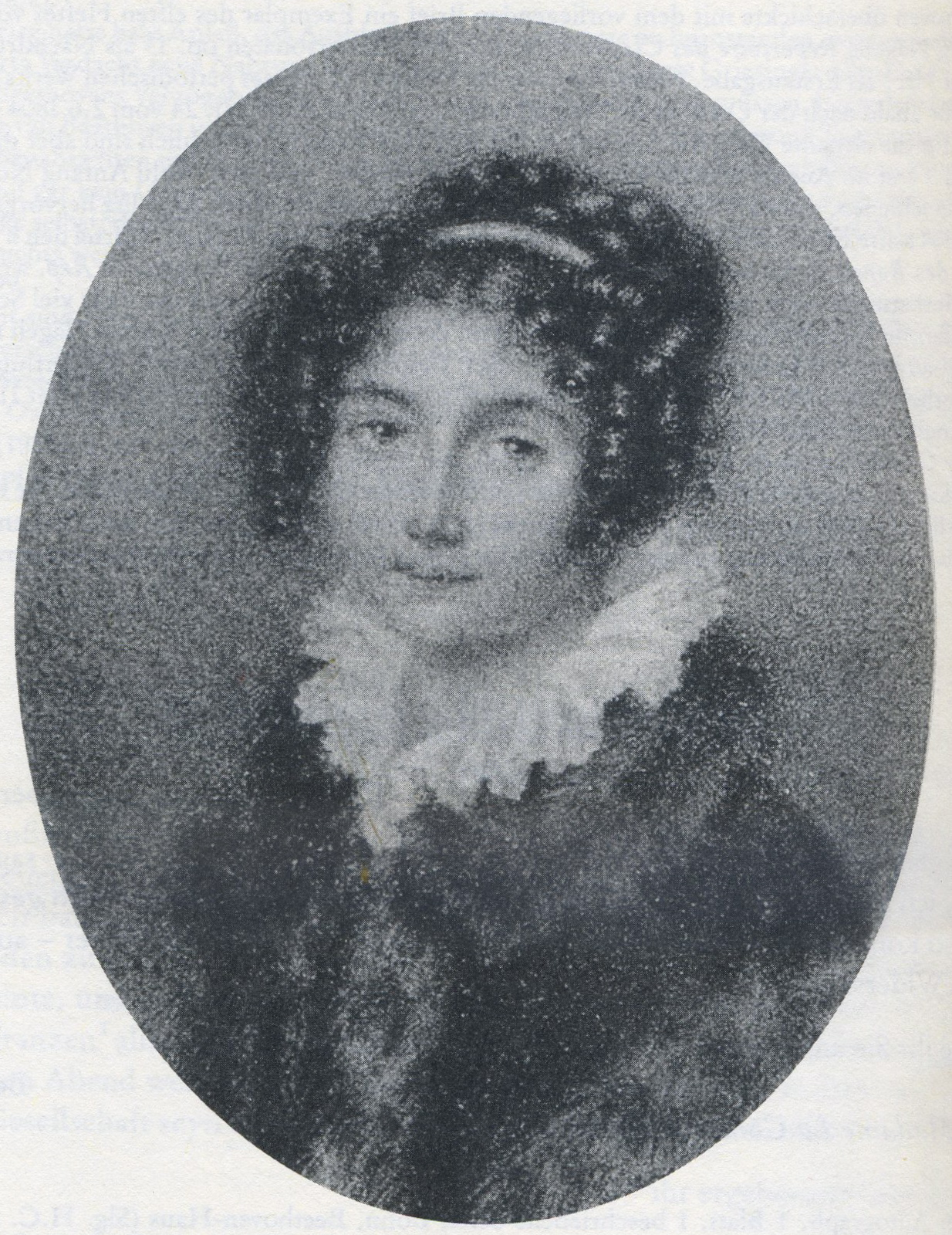
デイム伯爵夫人ヨゼフィーネ・ブルンスヴィック、鉛筆画のミニチュアール、1804年以前の作

ヨーゼフ・シュミット＝ゲルクはそれまで知られていなかった、ベートーヴェンがヨゼフィーネ・ブルンスヴィックに宛てた13通の手紙と、ヨゼフィーネの書き写したものが残る1通の下書きを出版した（1957年）。年代は1804年から1809年/1810年であるとみられ、彼女が最初の夫であるデイム伯爵の死により早くに未亡人となった時期である。シュミット＝ゲルクはカズネルソンの発見を「扇情的である」と退けていた。ハリー・ゴルトシュミットは、「13通の手紙」に先んじて発表されたカズネルソンの理論を、このドイツ人ベートーヴェン研究者がこうも受け入れたがらなかったについて、次のような説明を行っている（1980年）。「実のところ、この会合の結果として彼らは（中略）ある私生児のことを考慮しなければならなくなるが、これは専門家の世界には冒険的過ぎてヨゼフィーネ仮説に対する抵抗を著しく凝り固めてしまうように思われたのである。」シュミット＝ゲルクは自身がまだ1809年ではなく1807年に書かれたと考えていた最後の手紙と、ヨゼフィーネがシュタッケルベルク男爵と1810年に再婚したことをもって、恋愛関係が終了したという立場を取っていた。
シュテファン・レイは異なる表現をしている（1957年 p.78）。「確かな結論に到達できるのは否定的な側面についてのみである。ジュリエッタ・グイチャルディもアマーリエ・ゼーバルトもベッティーナ・フォン・アルニムも、もはや考慮の対象ではない。長年にわたり有名な恋文の受取人であると真剣に考えられていたテレーゼ・ブルンスヴィックでさえもである。しかしテレーゼに否定的な意味で確かな光を当てたのが全く同じ資料であり、そこに残されていたのがベートーヴェンが彼女の妹のヨゼフィーネに情熱的な愛情を注いだ証拠であったのは興味深い。」
現在も変わらず「標準的な」ドイツのベートーヴェン伝記作家であるヴァルター・リーツラーは、ヨゼフィーネがベートーヴェンの「唯一の恋人」であったするカズネルソンの説を支持する（1962年, p.46）。これは「内的な証拠」がヨゼフィーネを示していると結論したカール・ダールハウスと同様である（1991年 p.247）。
フランス人のジャンとブリジット・マッサンは、主として「不滅の恋人書簡」とそれ以前の14（15）通の恋文との比較を基にヨゼフィーネを「不滅の恋人」であると同定した（1955年）。「『不滅の恋人』への手紙は（中略）使われている語彙が類似しているだけでなく、彼がただ1人愛した人物への長きにわたる忠誠が強調されてもいる。」これに加え、ベートーヴェンの作品への影響について「マッサン夫妻が論じるのは（中略）ベートーヴェンの暮らしにヨゼフィーネが存在したことが彼の作品に跡を残しているということである。（中略）音楽理論の観点からは、その関連は明確に頷かれるものである。」
マッサン夫妻（1955年）、ゴルトシュミット（1980年）に続いてテレンバッハがヨゼフィーネの可能性について大々的な議論を行った（1983年、1987年、1988年、1999年）。この際に根拠となったのは主として新しく発見された資料であり、テレーゼの後年の日記のメモ書きのようなものである。一例を挙げるならば「ベートーヴェンが書いた3通の手紙」に関する内容であり「それらは彼が情熱的に愛情を注いだヨゼフィーネに送られたに違いない。」という。「ベートーヴェン！彼が我が家の友人、親友であったなんて夢のようだ - 素晴らしい人 - どうして未亡人であった妹のヨゼフィーネは彼を婿としなかったのか？ヨゼフィーネの心からの友人！彼らはお互いのために生まれてきた。彼女はシュタッケルベルクより彼と一緒になった方が幸せだっただろう。母の愛が決めてしまったのだ - - 彼女が自らの幸福を断念することを。」テレーゼはベートーヴェンについてこうも書いている。「このような知的才能を持つことがいかに不幸なことか。同時にヨゼフィーネも不幸だった！『Le mieux est l'ennemi du bien（最善は善の敵）』 - 一緒に居られたら2人とも幸せだっただろう（おそらく）。彼が必要としたのは伴侶、それは確かである。」「私はこれほど長年にわたってベートーヴェンと親しく、理知的に交流を深めることができて幸運だった！ヨゼフィーネの親しく - 心からの友人！2人は互いのために生まれ、もしまだ生きていたのなら、2人は一緒になっていたことだろう。」ゴルトシュミットの「ヨゼフィーネ仮説」への評価はこうである。「反例となる決定的証拠なしに、『不滅の恋人』が『唯一の恋人』以外の人物ではないという正当性が高まりつつある仮説を手放そうとする者はもはやいないはずだ。」
メイナード・ソロモンは主にマッサン（1955年、1970年）、ゴルトシュミット（1980年）、テレンバッハ（1983年）に対して、ヨゼフィーネを「不滅の恋人」の候補とすることに異を唱えている（1988年）。

## アントニー・ブレンターノとその他人物（1955年-2011年）

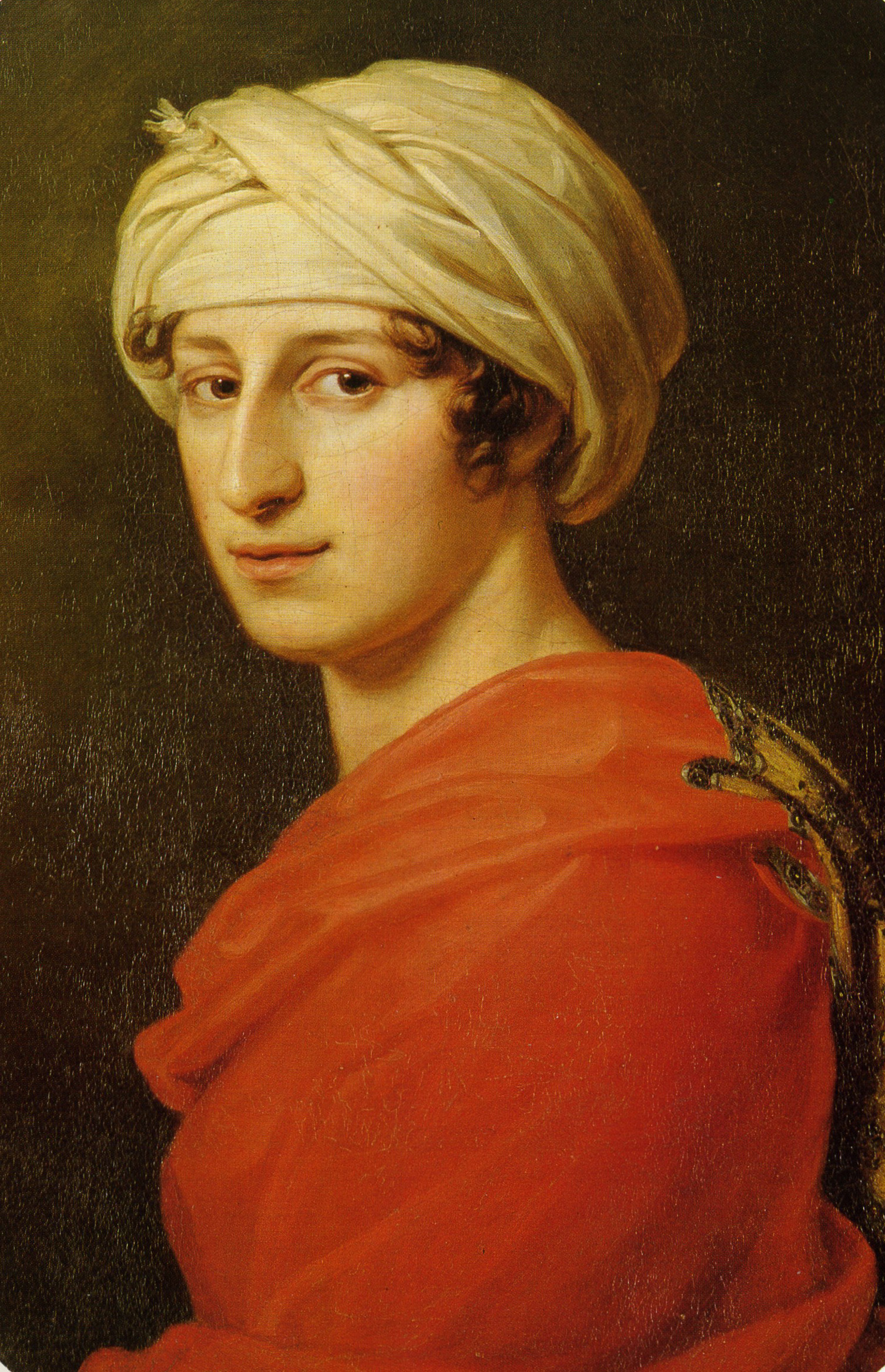
アントニー・ブレンターノ、1808年、ヨーゼフ・カール・シュティーラー画

1955年、フランスの学者であるジャンとブリジット・マッサンはアントニー・ブレンターノが当時のプラハとカルロヴィ・ヴァリに居たと指摘し、彼女が「不滅の恋人」の候補となり得るのではないかとの説を唱えた。「（『不滅の恋人』が）アントニー・ブレンターノであったという仮説は魅力的であり、同時に滑稽でもある。」彼らは次のように続ける。仮説が魅力的といえる理由は
- ベートーヴェンとブレンターノは彼女がウィーンに帰って以来「親しい仲」であったこと
- 1812年の夏季、ベートーヴェンはブレンターノと同じフランツェンスバードのホテルで過ごしたこと
- 同年、ブレンターノの娘のマクセに1楽章のピアノ三重奏曲（WoO 39）が捧げられていること

仮説が滑稽である理由は
- ベートーヴェンとアントニーの夫であるフランツの友情が続いていたこと
- ベートーヴェンが彼から借金をしたこと
- 「彼がアントニーに書いた多くの手紙が示すのは、2人の間に純粋で深くありながらも - 互いに抑制し合うことによって - 儀礼的な友情があったに過ぎないということ、そしてベートーヴェンが常にフランツ、アントニーと彼らの子どもを分かちがたい共同体であると認識していたらしいことである[36]。」

その4年後に日本人の作家もアントニーを「発見した」と主張している（Aoki(青木やよひ) 1959年、1968年）。しかし、これは日本国外では注目されず、彼女はドイツ語で刊行した近著で再び自身の発見を発表した（Aoki 2008）。
メイナード・ソロモンは再度、より詳細にアントニー・ブレンターノが「不滅の恋人」であったとする説を提唱した（1972年、1998年）。彼の説は大きく2つの仮説（もしくは必要条件）の上に成り立つ。
1. この人物が（ベートーヴェンと同じく）問題の時期にプラハとカルロヴィ・ヴァリに居たはずだということ[38]
2. この出来事の直前に、彼女がベートーヴェンをよく知って（少なくとも親しい仲で）いなければならないということ[39]

補1. アントニーは夫、子ども、使用人らとの困難な旅路の末、1812年7月3日にプラハへ到着、記帳を行い、翌朝に出発している。「その夜のどこに彼女がベートーヴェンと逢引きしている時間があったのだろうか。」ソロモンも次のように認めている。「ベートーヴェンとアントニーがプラハで会ったという証拠はない。」またカルロヴィ・ヴァリについては「手紙が生まれたのは（中略）ベートーヴェンに対して自分はカルロヴィ・ヴァリに発つので伝えた意志を実行に移せない、と伝えた女性と会ったからだという可能性がある。」ハリー・ゴルトシュミットは「短期滞在の場合、居住者は（外来者と異なり）報告義務の例外であった」ことを示している。
補2. アントニーに宛てた、もしくは彼女が書いた恋文、及びその他ベートーヴェンとの恋愛関係の可能性を補強する資料はない。唯一、アントニーが義理の兄弟であるクレメンスに送った手紙の中で、ベートーヴェンを「敬愛」していると表明しているに過ぎない。「いつの時点でこの崇敬の念が愛情に変化したのかはいまだ知られていない。私の見込みでは（中略）1811年の秋である。（中略）情事は同年暮れまで続いた。」ソロモンは自らの主張を裏付ける証拠として歌曲『恋人に寄す』（WoO 140）を引用する（1998年 p.229）。この作品の自筆譜にはアントニーが手書きで「1812年3月2日、作者より賜る」と書き込んでいる。この背景には次の記述もある。「1811年11月、ベートーヴェンがバイエルンの宮廷歌手のレジーナ・ラングのアルバムに入れるため、『恋人に寄す』と題した新作の歌曲を作曲していることがわかる。（中略）手帳に書きつけたようないかにも素人の詩。不器用な著者による（中略）素人丸出しの三文作家ヨーゼフ・ルートヴィヒ・シュトールによる。」ソロモン（1972年 p.572）はベートーヴェンがその2年前に「唯一の恋人」であるヨゼフィーネの再婚により彼女との別離に至っていたからといって、アントニーが「不滅の恋人」である可能性を排除できないと主張する。「5年後に瞬間的に恋愛関係が再燃しなかった確証はない。（中略）まだ合理的な疑いの余地が残っている。」ソロモンの仮説に対しては多くの研究者が反論を行っている。ゴルトシュミットは次のように要約する。「アントニー仮説（中略）はその他すべてを除外できるほど完全な説得力を持つものではない。」また「事実関係に内在的矛盾をはらむアントニー仮説で決着をつけるのであれば、提示された他の仮説を論破する必要がある。」
アルトマンによって「テレンバッハが行ったのと同様に示されたのは、アントニーの支持者の主張の根拠の多くに歪曲、推測、意見、さらに単純な誤謬が含まれるということである。」しかしながら、アルトマンが提示する「不滅の恋人」がマリー・フォン・エルデーディであるという可能性はクーパー（1996年）により「あり得ない」と示されている。
ルンド（1988年）はアントニーの息子のカールが、ベートーヴェンと会ったとされる時期からちょうど8か月目に生まれていることから、彼はベートーヴェンの息子であろうと唱えた。これにはソロモンさえも「『扇情主義』である」と考えて与しなかった。
ベアーズ（1993年 p.183 f.）はヨゼフィーネを支持する。「実のところ彼に（中略）内なる者の心理的抑制によってでなく、悲痛な外的要因に阻まれて結婚することが叶わなかった、ある特定の愛する人物に向けられた深い永久の情熱が存在したのだろうか。（中略）マリー・エルデーディ、ドロテア・フォン・エルトマン、テレーゼ・マルファッティ、アントニー・ブレンターノといった愛された者たちへの本当の愛を示すものでさえ、一体どこにあるというのだろうか。これら全員がベートーヴェンの知られざる不滅の恋人として挙げられているが、その評価は記録や既知の書簡に裏付けられたのもではない。誰もがベートーヴェンの親しい友人であった、それは正しい、だが愛となるとどうか。しかしながら1人、わずかに1人だけ現実にベートーヴェンが心の内より熱烈な永遠の愛の宣言を打ち明けた人物がおり、その言葉づかいは不滅の恋人に対する苦悶の手紙と極めて類似している（中略）その人物が彼の『愛する、ただ1人のJ』 - ヨゼフィーネなのである。」
プルカート（2000年）が唱えた、ベートーヴェンが知りもしなかったアルメリー・エステルハージの説には、リータ・シュテープリン（2001年）が反論を行っている。メレディス（2000年 p.47）による総括には次のようにある。「アルメリーとベートーヴェンを繋ぐ証拠がない（中略）繰り返さねばならないのは、アントニーとベートーヴェンの間に情熱的な恋愛関係があったという証拠もなく、ただの親密な友人関係が示されるに過ぎないということである。ヨゼフィーネについては（中略）少なくとも1805年から1807年の間は実際に彼が熱烈に恋焦がれていたということがわかっている。」
クラウス・マルティン・コピッツ（2001年）はこう述べる。「価値ある努力の結果（中略）アントニーが『不滅の恋人』ではあり得ないことが明らかにされた。彼女は幸福な妻であり母であった（中略）彼女を候補に加えるにはカルロヴィ・ヴァリでの三人婚という蓋然性の低い筋書きを盛り込むことになり、心理学的に意味をなさない。」
ヴァルデン（2011年 p.5）は、彼女に宛てられたベートーヴェンの手紙とされる2通の偽書のうちひとつが真筆であるとの仮定に基づき、ベッティーナ・ブレンターノが『不滅の恋人』であるとの説を展開する。「そのベッティーナ宛の手紙が本物であるならば、ベッティーナが『不滅の恋人』であるとの決定的な証明が果たされることになろうが、原本が現存せず、今日ではその信頼性に強い疑問が呈されている。（中略）彼女の信頼性と真実性には、今日暗雲が垂れ込めている。」メレディス（2011年 p.xxii）は自著のはしがきにおいて、主要な候補に関する議論を再度吟味した上で「ヴァルデンの提案は公平に考慮するに値する」と考えた。現在に至るまでの議論の歴史を振り返ったメレディス（2011年）は、フランスのマッサンやドイツのゴルトシュミットらの著作物がこれまで英語に翻訳されておらず、米国を拠点とするベートーヴェン学者がこの研究分野で最も価値ある資料を手にすることができない現状を嘆いている。「不運なことに、『不滅の恋人』に関して最も重要で議論の余地を残す研究には英語翻訳されたことがないものが複数あり、研究が与えうる影響は著しく制約を受けている。」（p.xv）「テレンバッハも（中略）不幸なことに英訳として世に出たことはない。」（p.xvii）

## ヨゼフィーネの再発見（2002年から現在）
リータ・シュテープリン（2002年、2007年、2009年、2009年a）とスクワラ/シュテープリン（2007年）により、ヨーロッパの文書保管庫から重要な新発見がもたらされた。要点は次の2点に纏められる。
1. 疎遠であったヨゼフィーネの夫のシュタッケルベルク男爵は、1812年7月の始め若しくは6月末から約2か月にわたり家を留守にしていたらしいことが、彼女の日誌に記されている。「今日は私には困難な1日だった - 運命の手は私の上で不気味に止まっている - 私自身の悲しみに加え子どもたちの堕落を目にしてしまい、そして - ほとんど - すべての勇気が私を見捨てたのだ - !!!（中略）シュタッケルベルクは私を1人にさせたがっている。彼は必要なものを請う声に無感覚だ[53]。」また、シュテープリンは「規則表」と題された資料と、クリストフ・フォン・シュタッケルベルクの肉筆による7月5日から11日の日付の道徳的分類一覧を発見した。「こういうわけでこの文書全体は（中略）彼が（中略）自らの将来を熟考していた時期に書かれており、ヨゼフィーネが1812年の6月と7月に独りにされていたことを示すさらなる証拠であるのは間違いない。」
2. ヨゼフィーネは1812年6月にプラハへ行きたいという明確な意思を示していた。「私はプラハでリーベルトに会いたい。決して私から子どもたちを連れ去らせはしない。（中略）シュタッケルベルクのせいでやつれ、そして彼のせいで酷い苦痛と病に見舞われた[54]。」

「新たな視点で古い資料を見直すと、ヨゼフィーネがベートーヴェンのただ1人の『不滅の恋人』であったと確信させられる。（中略）彼自身の様々な謎めいた評言を含め、ベートーヴェンの『不滅の恋人』との恋愛におけるパズルのような側面の全ては、彼が愛したと知られる人物 - ヨゼフィーネ - によって説明することができる。自分の心をとらえた女性はただ1人しかいないという彼自身の言葉に、どうして疑問を唱えられようか。」

## 映画『不滅の恋/ベートーヴェン』
バーナード・ローズ監督脚本による1994年の映画『不滅の恋/ベートーヴェン』は手紙が宛てられた人物の謎を中心としたフィクションとなっており、最終的にはベートーヴェンの義理の妹であるヨハンナ・ライス（ベートーヴェンは彼女と甥のカールの親権を巡って長期にわたる苛立たしい法廷闘争を行った）への愛情であったという結末を描いている。物語はベートーヴェンの秘書で最初の伝記作家であるアントン・シンドラーが、真の「不滅の恋人」を確かめようと奮闘する姿を描く。シンドラーはベートーヴェンの激動の人生を調べると同時に、オーストリア中を巡って候補として可能性があると思われる女性（アンナ・マリー・エアデーディ伯爵夫人、ジュリエッタ・グイチアルディなど）に話を聞いていく。映画の最後では、シンドラーが真実の追及に失敗した後、ベートーヴェンが嫌っていた義理の妹のヨハンナが不滅の恋人であろうこと、そしてカールが2人の間の私生児であろうことが明かされる。

## その他
心理学者の河合隼雄は、素人の無責任さの勝手な空想と断ったうえで、ハイリゲンシュタットの遺書の一節にある「自分は危うく自ら命を絶とうとしたことすらある。ただ――彼女だけが自分を引き止めてくれた」（近衛秀麿『ベートーヴェンの人間像』（音楽の友社）の訳による）の「――」にある「わが高貴な『芸術』」＝「彼女」こそが「不滅の恋人」ではないかと書いている。ベートーヴェンはおそらく生まれた時からこの世で最も嫉妬深い女性、芸術の女神と同棲していた。彼女はベートーヴェンと他の女性との恋が成就することをあらゆる手段を用いて妨害し、ついには彼女の囁き以外のものをベートーヴェンが聴くことができないようにさえしてしまった。ベートーヴェンを自殺の淵から救ったのも、その淵に追い込んだのもともに彼女のしたことだった、との推論を述べている。